# 니시우치하라촌
니시우치하라촌(西内原村)은 와카야마현 히다카군에 설치되었던 촌이다. 현재의 히다카정 중심부에 해당한다.

## 역사
- 1889년 4월 1일 - 정촌제 시행에 의해 3촌의 구역을 가지고 성립하였다.
- 1941년 8월 1일 - 히가시우치하라촌과 합병해 우치하라촌이 성립하여, 동일 니시우치하라촌은 폐지되었다.

## 교통

### 철도
철도성 기세이서선(현 기세이본선)이 촌을 통과했지만 역은 존재하지 않았다. 기이우치원역이 가장 가까운 곳에 위치. 

## 참고문헌
- 角川日本地名大辞典 30 和歌山県